# Ines Pellegrini
Ines Pellegrini (Milano, 7 novembre 1954) è un'attrice italiana di origini eritree.

## Biografia
Nata a Milano, la Pellegrini passò molta della sua infanzia in Eritrea, frequentando scuole italiane fino all'adolescenza. Ha debuttato sul grande schermo nel 1973, con una piccola parte prima nel film Li chiamavano i tre moschettieri... invece erano quattro di Silvio Amadio e poi in quello de Il brigadiere Pasquale Zagaria ama la mamma e la polizia di Mario Forges Davanzati. Grazie alla particolare bellezza, è diventata, verso la metà degli anni settanta, un'affermata starlette del cinema italiano.

Ines Pellegrini nel film Una bella governante di colore (1976) di Luigi Russo

Ha recitato in film d'autore, come Il fiore delle Mille e una notte (1974) e Salò o le 120 giornate di Sodoma (1975), diretti da Pier Paolo Pasolini, oltre che in film di genere e in film erotici, fra cui Scandalo in famiglia (1976) di Marcello Andrei, Una bella governante di colore (1976) di Luigi Russo, La fine dell'innocenza (1976) di Massimo Dallamano e Le evase - Storie di sesso e di violenze (1978) di Giovanni Brusatori (con lo pseudonimo di Conrad Brueghel).
È stato proprio Pasolini a ribattezzarla come la "Mangano nera". Ha concluso la carriera d'attrice nel 1985 con un'apparizione nel film Sono un fenomeno paranormale di Sergio Corbucci. Sposata con un italiano, Giulio, si è trasferita a Los Angeles assieme al marito, dove ha aperto un negozio di mobili antichi e si dedica all'assistenza dei poveri e dei senzatetto.

## Filmografia

### Cinema

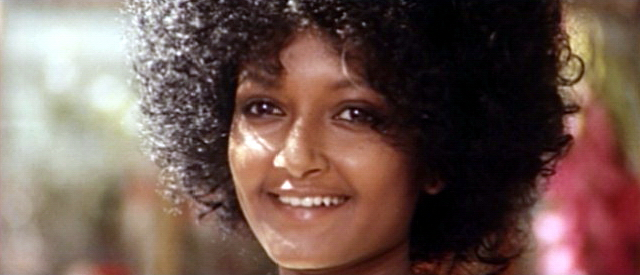
Ines Pellegrini nel film Gatti rossi in un labirinto di vetro (1975) di Umberto Lenzi

- Li chiamavano i tre moschettieri... invece erano quattro, regia di Silvio Amadio (1973)
- Il brigadiere Pasquale Zagaria ama la mamma e la polizia, regia di Mario Forges Davanzati (1973)
- Provaci anche tu, Lionel, regia di Roberto Bianchi Montero (1973)
- Noa Noa, regia di Ugo Liberatore (1974)
- Seduzione coniugale, regia di Franco Daniele (1974)
- Il fiore delle Mille e una notte, regia di Pier Paolo Pasolini (1974)
- Il bacio, regia di Mario Lanfranchi (1974)
- Gatti rossi in un labirinto di vetro, regia di Umberto Lenzi (1975)
- Salò o le 120 giornate di Sodoma, regia di Pier Paolo Pasolini (1975)
- Una bella governante di colore, regia di Luigi Russo (1976)
- Scandalo in famiglia, regia di Marcello Andrei (1976)
- La madama, regia di Duccio Tessari (1976)
- La fine dell'innocenza, regia di Massimo Dallamano (1976)
- Orazi e Curiazi 3 - 2, regia di Giorgio Mariuzzo (1977)
- Italia: ultimo atto?, regia di Massimo Pirri (1977)
- La guerra dei robot, regia di Alfonso Brescia (1978)
- Comincerà tutto un mattino: io donna tu donna, regia di Angelo Pannacciò (1978)
- Le evase - Storie di sesso e di violenze, regia di Giovanni Brusatori (come Conrad Brueghel) (1978)
- Prima della lunga notte (L'ebreo fascista), regia di Franco Molè (1980)
- Peccato originale, regia di Mario Sabatini (1981)
- Sono un fenomeno paranormale, regia di Sergio Corbucci (1985)

### Televisione
- Il superspia – serie TV (1977)
- Mille e una luce, regia di Piero Turchetti – programma TV (1978)

## Riviste
- Playboy (edizione italiana) n.11 - Anno III (novembre 1974)
- Playmen (maggio 1977)